# Kaleidoscope/薄紅の月
「kaleidoscope/薄紅の月」（カレイドスコープ/うすべにのつき）は、ChouChoの15枚目のシングル。2017年8月26日にランティスから発売された。

## 概要
前作「Elemental World」以来約6か月振りのシングルで、自身初の両A面シングル。
本作の両曲は『劇場版Fate/kaleid liner プリズマ☆イリヤ 雪下の誓い』の主題歌となっている。ChouChoが『Fate/kaleid liner プリズマ☆イリヤ』シリーズの主題歌を担当するのは3度目で、初の映画主題歌となる。両曲ともChouCho自身が作詞作曲を手掛けており、タイアップ曲を手掛けるのは本作が初めてである。

### アートワーク、パッケージ
CDジャケットには平田和也による描き下ろイラストとなっており、イリヤスフィールの変身した姿が描かれている。

## 批評
音楽評論家の野村ケンジは、「kaleidoscope」を「アレンジ、フレーズ共に「starlog」を彷彿とさせるような雰囲気を持ちつつも、先へ先へと物語を突き進んでいく主人公たちの気持ちを表現したかのような、一段とテンポの良い、リズミカルなサウンドが特徴となっている。また、楽器にストリングス＆生バンドを使用していることもあって、グルーブ感の高い活き活きとした演奏となっていて、聴き応えのある楽曲となっている」、「薄紅の月」を「印象的な歌詞をしっとりと聴かせる、バラード調の楽曲。ChouChoらしさ溢れる、素敵な楽曲に仕上がっている。こちらも生バンド&ストリングスという、ゴージャスなアレンジ構成だ」と批評した。

## チャート成績
初週1,210枚を売り上げ、2017年9月4日付オリコン週間シングルランキングで初登場61位を獲得。チャート登場回数は6回。累計3,294枚のセールスを記録した。

## シングル収録内容
| 全作詞・作曲: ChouChou、全編曲: 村山☆潤。 |                             |           |            |                  |      |
| #                                         | タイトル                    | 作詞      | 作曲・編曲 | ストリングス編曲 | 時間 |
| 1.                                        | 「kaleidoscope」            | ChouChou  | ChouChou   | 川本新           | 4:04 |
| 2.                                        | 「薄紅の月」                | ChouChou  | ChouChou   |                  | 4:57 |
| 3.                                        | 「kaleidoscope」(off vocal) | ChouChou  | ChouChou   |                  | 4:04 |
| 4.                                        | 「薄紅の月」(off vocal)     | ChouChou  | ChouChou   |                  | 4:54 |
| 合計時間:                                 | 合計時間:                   | 合計時間: | 17:59      |                  |      |

## 参加ミュージシャン
| kaleidoscope - 村山☆潤（ピアノ、キーボード、プログラミング） - 河村吉宏（ドラム） - 宮本将行（ベース） - 佐々木貴之（ギター） - 佐藤裕晃（ギター） - 真部裕ストリングス（ストリングス） | 薄紅の月 - 村山☆潤（ピアノ、キーボード、プログラミング） - 河村吉宏（ドラム） - 宮本将行（ベース） - 佐々木貴之（ギター） - 吉田宇宙ストリングス（ストリングス） |